# 爆上戦隊ブンブンジャーVSキングオージャー
- スーパー戦隊シリーズ
  - 爆上戦隊ブンブンジャー > 爆上戦隊ブンブンジャーVSキングオージャー
  - 王様戦隊キングオージャー > 爆上戦隊ブンブンジャーVSキングオージャー

『爆上戦隊ブンブンジャーVSキングオージャー』（バクアゲセンタイブンブンジャーたいキングオージャー）は、2025年10月29日に発売予定のオリジナルビデオ作品。

## 概要
特撮テレビドラマスーパー戦隊シリーズの『爆上戦隊ブンブンジャー』と『王様戦隊キングオージャー』のクロスオーバー作品で、東映Vシネマのレーベル「Vシネクスト」よりリリースされるVSシリーズ第31弾。映像ソフトとしてのリリースに先駆け、2025年5月1日には劇場公開も行われた。
『ブンブンジャー』と『キングオージャー』で演出を手掛けた加藤弘之が監督、『ブンブンジャー』でメインライターを務めた冨岡淳広が脚本を務める。

## あらすじ
惑星トリクルの女王に即位したニコーラは、キングオージャーが治める惑星チキューと同盟を結ぶこととなり、ブンブンジャーは両惑星の同盟締結の儀式に立会人として招聘されるが、その矢先にハシリヤンの残党である苦魔獣・マンホールグルマーと宇蟲五道化のミノンガンが現れ、同盟締結の儀式のために用意されていたニコーラの宝玉とオージャカリバーZEROを奪われる。さらにマンホールグルマーはイグニッションキーを使用してオージャカリバーZEROグルマーを出現させる。
ブンブンジャーとトリクルに到着したばかりのキングオージャーはすぐさま立ち向かうも、マンホールグルマーの能力により大也とギラがチキューに飛ばされ、後を追った他のメンバーも地球に飛ばされてしまう。離れ離れとなった大也とギラたちは再び結集してマンホールグルマーとミノンガンの企みを阻止するために奮闘することとなる。

## 登場人物
マンホールグルマー
ハシリヤンの残党で、マンホールにイグニッションキーを挿して産み出した苦魔獣。惑星カンキョでの作戦遂行中にハシリヤンが壊滅して失意の日々を送っていたが、ハシリヤンを再興すべくミノンガンの封印を解いて協力させ、宇蟲王ダグデド・ドゥジャルダンの分身体を目覚めさせるために行動を開始した。
マンホールの蓋で空間に穴を開けることにより別空間へのトンネルを作り出す能力を持つ。
ブラックホールグルマー
マンホールグルマーが宇蟲王ダグデドの分身体を取り込み巨大化した大宇蟲大苦魔獣。
宇宙規模の天変地異を起こすほどの強力な重力波を発生させる能力を持つ。
オージャカリバーZEROグルマー
マンホールグルマーがオージャカリバーZEROにイグニッションキーを挿して産まれた苦魔獣。

## 本作品オリジナルの戦力
キングブンブンチェンジャー
金色に変わったブンレッドのブンブンチェンジャー。

キングブンブンジャーロボ
シュゴッドソウルの力でブンブンジャーロボがバクアゲ王鎧武装した姿。

キングビュンビュンマッハーロボ
シュゴッドソウルの力でビュンビュンマッハーロボがバクアゲ王鎧武装した姿。

## キャスト
- 範道大也 / ブンレッド - 井内悠陽[1]
- 鳴田射士郎 / ブンブルー - 葉山侑樹[1]
- 志布戸未来 / ブンピンク - 鈴木美羽[1]
- 阿久瀬錠 / ブンブラック - 齋藤璃佑[1]
- 振騎玄蕃 / ブンオレンジ - 相馬理[1]
- 焔先斗 / ブンバイオレット - 宮澤佑[1]
- ギラ・ハスティー / クワガタオージャー - 酒井大成[1]
- ヤンマ・ガスト / トンボオージャー  - 渡辺碧斗[1]
- ヒメノ・ラン / カマキリオージャー - 村上愛花[1]
- リタ・カニスカ / パピヨンオージャー - 平川結月[1]
- カグラギ・ディボウスキ / ハチオージャー - 佳久創[1]
- ジェラミー・ブラシエリ / スパイダークモノス - 池田匡志[1]
- ニコーラ・キードアー - 伊礼姫奈[1]
- ドゥーガ - 森岡豊[3]
- シオカラ - 千綿勇平[3]
- コフキ - 川野快晴[3]
- アッカ - 南北斗[3]
- ゴローゲ - 八木光太郎[3]
- 天ぷら屋の女将[3][注釈 1] - 橋本恵子[5]
- 肉屋の主人[3][注釈 1] - 寺本翔悟[5]
- マッチョな青年[注釈 1] - 梶原颯、錦織聡[3]
- 朝田刑輔、兵士マサシ[注釈 1] - 高田将司[5][6]
- 細武調 - ハシヤスメ・アツコ[1]

### 声の出演
- ビュン・ディーゼル - 花江夏樹[1]
- デコトラーデ - 諏訪部順一[1]
- イターシャ - 水樹奈々[1]
- ヤイヤイ・ヤルカー - 諸星すみれ[1]
- ゲロウジーム、ミノンガン・モウズ - 関智一[3][1]
- オージャカリバーZEROグルマー - 谷山紀章[3][1]
- マンホールグルマー - 稲田徹[3][1]
- ブンドリオ・ブンデラス - 松本梨香[1]

### スーツアクター
- ブンレッド[7][8][9]、トンボオージャー[10][8] - 森博嗣
- 米岡孝弘
- ブンピンク[11]、カマキリオージャー[11] - 坂梨由芽
- ブンブラック[8]、クワガタオージャー[8] - 伊藤茂騎
- 尾野透雅
- ブンバイオレット[10] - 蔦宗正人
- ブンドリオ・ブンデラス[9] / ブンブンジャーロボ[9] - 藤田洋平
- ビュン・ディーゼル[6][12]、スパイダークモノス[6][12] - 高田将司
- パピヨンオージャー[13] - 蜂須賀祐一
- ハチオージャー[14] - 寺本翔悟
- おぐらとしひろ
- イターシャ[15] - 宮澤雪
- マンホールグルマー[15] - 村岡弘之
- 今井靖彦
- 川島翔太郎
- 齊藤謙也
- 丸山大気
- 清家利一
- 竹内康博
- 煤孫新之助
- 佐々木勇人
- 酒井菜々子
- 五十嵐睦美
- 小澤日向
- 佐藤幹
- 河原智也
- 北畠奏和
- 菅野充
- 白井雅士
- 宮川連
- 菅野聖
- 牟田紅葉
- 岡田ひかる
- 神尾直子
- 近藤雄太
- 津野修斗
- 手塚陸斗
- 佐藤翔
- 髙橋連
- 釘宮愛弥
- 八重樫俊平
- 福田涼馬
- 平島由章
- 森山大志
- 角田尚里
- 渡辺実
- 東慶介
- 細川晃弘
- 蜂須賀昭二
- 長澤天里
- 能登春希
- 峰雪歩
- 福元理恵子
- 松本直也

以下ノンクレジット
- 塚越靖誠
- 赤座夏希
- 浅井宏輔
- 榮男樹
- 梶山翔太郎
- 鍜治洸太朗

## スタッフ
- 原作 - 八手三郎[3]
- 脚本 - 冨岡淳広[1]
- 音楽 - 坂部剛、池田善哉・横関公太
- 撮影 - 上赤寿一
- 照明 - 本田純一
- 美術 - 田中涼
- 録音 - 小池利幸
- スクリプター - 高山秀子
- アクション監督補 - おぐらとしひろ
- スケジュール - 宮﨑駿
- 助監督 - 上窪貴一
- 制作担当 - 持田一政、伊藤隆幸
- ラインプロデューサー - 伊場野高嗣
- ダンス振付 - Smile紗季
- 製作プロダクション - 東映テレビ・プロダクション
- プロデューサー - 山田真行・藤田航平（東映ビデオ）、久慈麗人（東映）、矢田晃一（東映エージエンシー）
- 制作 - 東映ビデオ、東映エージエンシー、バンダイ、東映
- アクション監督 - 渡辺淳（ジャパンアクションエンタープライズ）
- 監督 - 加藤弘之[1]

## 音楽
「爆上戦隊ブンブンジャー」
作詩・作曲 - 武田将弥 / 編曲 - 白戸佑輔 / 歌 - 遠藤正明

「コツコツ-PON-PON」
作詩・作曲・編曲 - 園田健太郎 / 歌 - ブンドリオ・ブンデラス（CV：松本梨香）

「全力キング」
作詩・歌 - 古川貴之 / 作曲・編曲 - 園田健太郎

## 映像ソフト化
Blu-ray / DVDでリリース。
- 『爆上戦隊ブンブンジャーVSキングオージャー』劇場先行版（DVD1枚組、2025年5月1日に上映劇場にて数量限定で発売）
  - 音声特典
    - バリアフリー日本語音声ガイド

  - 映像特典
    - PR集
- 『爆上戦隊ブンブンジャーVSキングオージャー』DVD通常版（1枚組、2025年10月29日発売）
  - 音声特典
    - バリアフリー日本語音声ガイド

  - 映像特典
    - PR集
- 『爆上戦隊ブンブンジャーVSキングオージャー』Blu-ray通常版（1枚組、2025年10月29日発売）
  - 音声特典
    - バリアフリー日本語音声ガイド
    - オーディオコメンタリー（井内悠陽×葉山侑樹×鈴木美羽×齋藤璃佑×相馬理×宮澤佑）

  - 映像特典
    - 完成披露舞台挨拶
    - SNS用PR動画集
    - チラ見せメイキング
    - PR集
    - I.S.Aデータファイル
    - ポスターギャラリー
- 【初回生産限定】『爆上戦隊ブンブンジャーVSキングオージャー』特別版（1枚組、2025年10月29日発売）
  - セット内容
    - 『爆上戦隊ブンブンジャーVSキングオージャー』（通常版と共通）
    - DXキングブンブンチェンジャー
    - スペシャルフォトブック
- 【初回生産・東映ビデオオンラインショップ限定】『爆上戦隊ブンブンジャーVSキングオージャー』爆上特別版（2枚組、2025年10月29日発売）
  - セット内容
    - 『爆上戦隊ブンブンジャーVSキングオージャー』
      - ディスク1：本編ディスク（通常版と共通）
      - ディスク2：特典DVD『爆上戦隊ブンブンジャーVSキングオージャー』メイキング

    - DXキングブンブンチェンジャー
    - スペシャルフォトブック

## プロモーション
デフォルメイラストステッカー
入場者プレゼントとして2025年5月1日より配布された。3種類あって3週分けて配布された。